# 유헌 (창향후)
유헌(劉憲, ? ~ ?)은 전한 후기의 제후로, 교동경왕의 아들이다.

## 생애
건시 2년(기원전 31년), 경양후(昌鄕侯)에 봉해졌다.
원수 2년(기원전 1년), 가승(家丞)을 시켜 천자의 인수(印綬)를 봉하게 한 죄로 작위가 박탈되었다.

## 출전
- 반고, 《한서》 권15하 왕자후표 下

| 선대 (첫 봉건) | 전한의 경양후 기원전 31년 정월 ~ 기원전 1년 | 후대 (봉국 폐지) |